# Barlai Béla
Barlai Béla (eredeti neve: Neuherz Béla; 1904-ig) (Mosonszolnok, 1870. október 2. – Budapest, 1921. november 20.) magyar kohómérnök, főbányatanácsos, főiskolai tanár.

## Életpályája
A gimnáziumot Győrben, Vácon és Kecskeméten járta végig, ahol 1888-ban érettségizett. 1895-ben kidolgozott egy főiskola vaskohászati kísérleti laboratóriumot. 1896-ban Selmecbányán diplomázott, ahol először erdészetet, majd kohászatot tanult. 1896–1899 között a Hernádvölgyi Magyar Vasipari Rt. korompai hengerművében volt gyakornok. 1899–1901 között a kudzsiri állami vasgyár üzemmérnökeként dolgozott. 1902-ben a kolozsvári Ferenc József Tudományegyetemen tett kémiai doktorátust. 1903–1904 között a selmecbányai Bányászati és Erdészeti Akadémia, ill. Bányászati, Kohászati és Erdészeti Főiskola Vaskohászattani Tanszék adjunktusa, 1904–1905 között rendkívüli tanára, 1905–1916 között nyilvános rendes tanára, 1912–1914 között a Vaskohászati Szakosztály dékánja, majd a főiskola rektora volt. 1904-ben Neuherz-ről Barlai-ra változtatta nevét. 1906–1908 között felépítette és átadta a laboratóriumot. 1907-ben Svédországban és Norvégiában járt tanulmányúton. 1909-ben a Nemzetközi Anyagvizsgáló Egyesület koppenhágai kongresszusának résztvevője volt. 1911-ben Belgiumban, Lotaringiában és Luxemburgban tartózkodott tanulmányútja során, ahol a vasipart tanulmányozta. 1916-tól főbányatanácsos volt. 1919-ben javasolta a főiskola Miskolcra való áttételét.
Kiemelkedő munkát végzett a hazai kohómérnökképzés, illetve a bányászati és kohászati felsőoktatás fejlesztése és korszerűsítése céljából. Sok vaskohászati és oktatásügyi tanulmánya és önálló munkája jelent meg.

## Családja
Fia, Barlai Ervin (1899–1967) erdőmérnök. Unokája, Barlai Zoltán (1926–) geofizikus, gépészmérnök.
Sírja az Új köztemetőben található (231-26-6).

## Művei
- A vaskohászat kézikönyve (I–II. Selmecbánya, 1909–1912)
- Tüzeléstan (1912)
- A magyar királyi bányászati és erdészeti főiskola vaskohászati kísérleti laboratóriuma (Selmecbánya, 1913)
- Gazdaságosság érvényesítése az állami vasgyárak üzemeiben (Selmecbánya, 1915)